# Robert Belushi
Robert James Belushi (23 oktober 1980, Chicago) is een Amerikaans acteur.

## Biografie
Belushi is de zoon van James Belushi, en een neef van John Belushi.

## Carrière
Belushi begon in 1986 met acteren in de korte film The Birthday Boy, waarna hij nog meerdere rollen speelde in films en televisieseries. Zo speelde hij in de televisieserie How I Met Your Mother (2013-2014) en speelde samen met zijn vader in de televisieserie According to Jim (2002-2009).

## Filmografie

### Films
Uitgezonderd korte films.
- 2023 Maximum Truth - als verslaggever 3
- 2023 Fool's Paradise - als agent van Chad
- 2020 One Nation Under God - als Harvey
- 2019 The Blackout - als Josh
- 2018 Doubting Thomas - als Alex
- 2016 Director's Cut - als Elder Ashby
- 2014 Devil's Due - als Mason
- 2013 One Small Hitch - als Sean Mahoney
- 2013 Heebie Jeebies - als Todd Crane
- 2012 Thunderstruck - als assistent coach Dan
- 2012 The Men's Room - als ??
- 2011 Cooper and Stone - als A.J. Dunne
- 2011 Cougars Inc. - als Shawn Fox
- 2010 Valentine's Day - als postkamer Ted
- 2009 Sorority Row - als verbazende jongen
- 2009 Dear Mr. Fidrych - als Brian
- 2009 Legally Blondes - als ober
- 2009 RiffRaff - als Otis Jay
- 2008 The Christians - als Jim

### Televisieseries
Uitgezonderd eenmalige gastrollen.
- 2024 Abbott Elementary - als vertegenwoordiger van Eagles - 2 afl.
- 2022 The Glue Factory - als Byron - 6 afl.
- 2022 Mayans M.C. - als Scott - 2 afl.
- 2021 Side Hustle - als Rowan Van Doran - 2 afl.
- 2016-2017 Ballers - als Mitch - 3 afl.
- 2017 The Off Season - als Jack - 5 afl.
- 2016 12 Deadly Days - als Gabe - 2 afl.
- 2015 Chicago P.D. - als Landon Vanick - 2 afl.
- 2015 The Mentalist - als Jimmy Lisbon - 2 afl.
- 2014 Agents of S.H.I.E.L.D. - als Jimmy Mackenzie - 2 afl.
- 2013-2014 How I Met Your Mother - als Linus - 11 afl.
- 2013 Single Siblings - als Darren - 2 afl.
- 2013 The Goodwin Games - als Keith - 2 afl.
- 2013 The Joe Schmo Show - als Allen - 10 afl.
- 2011 The Defenders - als ADA Nicholson - 4 afl.
- 2002-2009 According to Jim - als diverse karakters - 11 afl.